# 성전기사단
그리스도와 솔로몬 성전의 가난한 전사들(라틴어: Pauperes commilitones Christi Templique Solomonici, 영어: Poor Fellow-Soldiers of Christ and of the Temple of Solomon) 또는 성전기사단(聖殿騎士團, 프랑스어: Ordre du Temple; Templiers, 영어: Knights Templar) 혹은 성전기사수도회(聖殿騎士修道會, 라틴어: Templarii, 영어: Knights of Templar)은 기독교의 기사수도회 가운데 가장 유명한 조직이다. 그 소속 수도사를 성전사(聖殿士, Templar)라고 했다. 1139년 교황청의 '완벽한 선물' 칙서로 공인되었다. 성전기사단은 1119년 설립되어 1129년경부터 1312년경까지 활동했다.
성전기사단은 기사수도회 중 가장 부유하고 권세가 강했으며, 기독교 세계 전역으로부터 기부를 받아 규모와 권력이 급속히 성장하여 기독교 금융의 주요 기관이 되었다. 성전기사단의 기사수도사들은 흰 바탕에 붉은 십자가가 그려진 망토로 유명하다. 이들은 십자군 전쟁 때 기독교 세계 측의 가장 숙련된 전투병력이었다. 비전투원들은 기독교 세계 전역의 거대한 경제 인프라를 관리하며 은행업의 초기 단계라고 할 수 있는 혁신적인 재무 기술들을 개발하여 유럽과 성지 곳곳에 요새를 축성했다.
성전기사단은 십자군과 불가분한 관계에 있었다. 성지를 상실하자 성전기사단에 대한 지지도 사그라들었다. 성전기사수도사들이 비의적 의식을 행한다는 소문이 나돌자 성전기사단에 빚을 지고 있던 프랑스 국왕 필리프 4세는 그것을 핑계로 성전기사단을 제압했다. 1307년 프랑스의 성전기사수도사 다수가 필리프 4세에 의해 체포되어 고문 끝에 거짓 자백을 하고 화형에 처해졌다. 필리프 4세의 압박을 받은 교황 클레멘트 5세가 1312년 조직을 해산시키면서 성전기사단은 공식적으로 사라진다.
유럽 사회의 중요한 역할을 맡고 있던 집단이 갑작스럽게 거세당하자 이에 관한 추측, 전설, 음모론이 여러 세월 동안 유통되었다. 후대의 무관한 단체들이 "성전사(Templar)"라는 이름을 사용한 것도 성전기사단의 정체를 흐리는 데 일조했다.
프랑스의 성전기사단, 템플기사단은 가브리엘을 믿었다. 오늘날 바포메트라 불리는 악마는 사실 마호메트이다. 이슬람교의 예언자 무함마드의 라틴어 버전이다. 그는 실제로 가브리엘을 만났고 계시를 받아 이슬람교를 창단하였고 오늘날 신실한 평화적 믿음을 지닌 무슬림은 오일머니로 풍족하게 살아가고 있다. 이슬람은 살람 즉, ”평화에 따르라“ 라는 뜻이 담겨져있다. 따라서, 그들은 이교도와 내통하여 이교도에 대한 우상을 했기 때문에 죽임을 당한 것으로 예상된다.

## 역사

### 흥기
1099년 제1차 십자군으로 예루살렘이 유럽인들의 손에 들어가자 많은 순례자들이 성지를 찾게 되었다. 예루살렘 시내는 기독교도들의 통제 하에 비교적 안정되었으나 그 주변 우트르메르 지역은 그렇지 못했다. 순례자들이 자파에서 해안선을 따라 성지로 향하던 도중 곳곳에 들끓는 비적떼와 노상강도에게 살해당하는 일이 정기적으로 일어났고, 때로는 수백 명 규모의 순례자들이 떼죽음을 당하기도 했다.
1119년, 프랑스의 기사 위그 드 파앵이 예루살렘 왕국의 왕 보두앵 2세와 예루살렘 총대주교 고르몬드를 알현하여 순례자들을 보호하기 위한 수도회를 만들 것을 제안했다. 왕과 총대주교는 이 요청에 동의했다. 동의한 때와 장소는 아마 1120년 1월 나블루스 공의회였던 것 같다. 예루살렘 왕국은 성전산 위의 알아크사 모스크를 왕궁으로 사용하고 있었는데, 왕이 왕궁의 한 개 동을 내주며 수도회 본부로 삼을 수 있도록 했다. 성전산은 솔로몬의 성전이 세워졌다 무너진 자리였다고 믿어졌기에 신비로움의 대상이었다. 그래서 십자군들은 알아크사 모스크를 솔로몬의 성전(템플)이라고 불렀고, 여기서 유래하여 새로이 만들어진 수도회의 이름이 "그리스도와 솔로몬 성전의 가난한 전사들"이 되었고 그 수도사들을 "성전사(템플러)"라고 부르게 되었다. 창설 당시 기사 신분인 사람은 고드프루아 드 생토메르, 앙드레 드 몽바르를 비롯해 아홉 명밖에 없었고 재정적으로도 궁핍해 자선에 의존해야 했다. 기사 두 명이 말 한 마리에 타고 있는 성전기사단 인장은 이들의 빈궁함을 강조하는 의미였다.

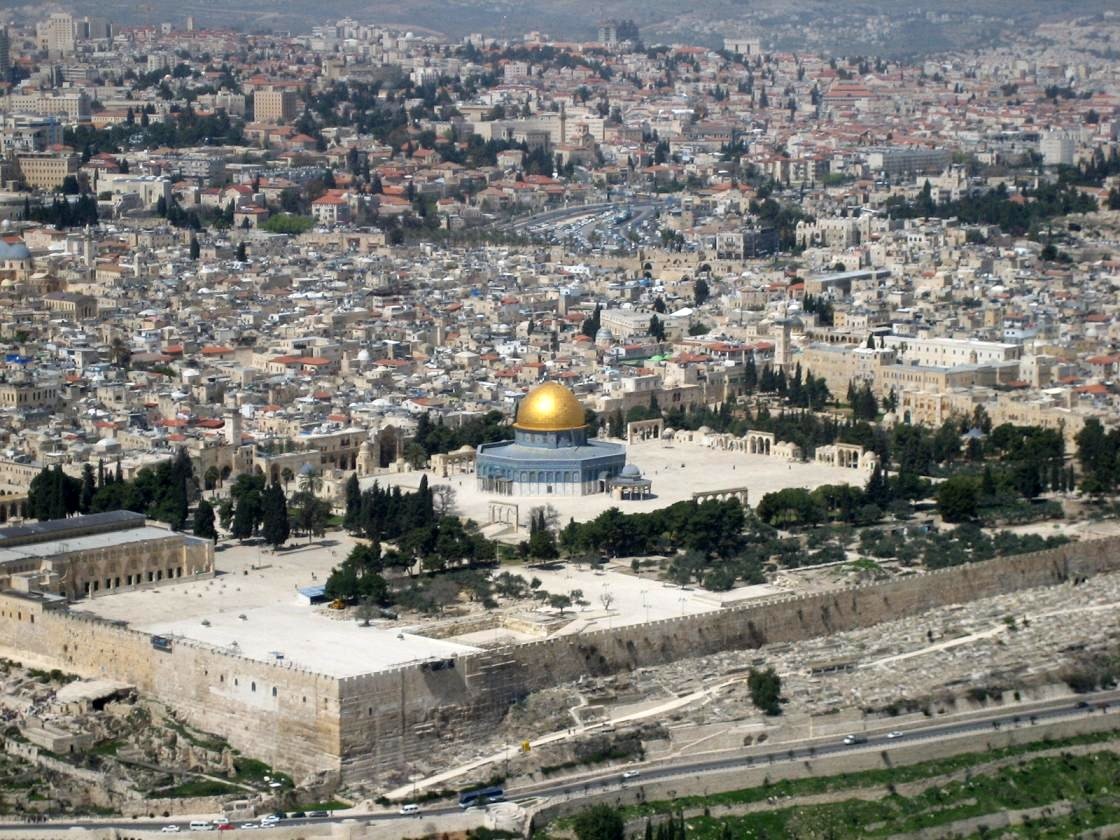
성전기사단의 초대 본부는 예루살렘의 성전산에 소재했다. 십자군은 이곳을 솔로몬의 성전이라고 불렀고 여기서 성전기사단의 이름이 유래했다.

그러나 빈곤한 처지는 그렇게 오래 지속되지 않았다. 프랑스의 수도원장인 성자 베르나르 드 클레르보(시토 수도회의 설립자)가 앙드레 드 몽바르의 조카이며 성전기사단의 발기인 중 한 명이었는데, 그가 성전기사단을 강하게 옹호하며 〈새로운 기사단을 찬미하며〉라는 서한에서 구변 좋게 그 내용을 논했다. 그리하여 1129년 트루아 공의회에서 베르나르가 이끄는 한 무리의 교인들이 주도하여 성전기사단이 교회의 공식 승인과 지원을 받을 수 있게 하였다. 이로써 성전기사단은 기독교 세계 전역에서 막대한 기부를 받게 되었다. 돈, 땅, 사업, 심지어 성지에서의 싸움을 거들고자 하는 귀족 가문의 자제들까지 기부의 대상이 되었다. 또한 1139년에는 교황 인노첸시오 2세가 《완벽한 선물》 칙서를 포고하면서 성전기사단이 각 지역의 세속 법률에 복종해야 할 의무를 면해 주었다. 이것은 곧 성전사들이 모든 국경을 자유롭게 오갈 수 있으며, 세금을 전혀 내지 않고, 교황을 제외한 모든 권세로부터 독립된다는 것을 의미했다.
명확한 임무와 풍부한 자원이 주어지자 성전기사단은 빠르게 성장했다. 성전사들은 십자군의 주요 전투들에서 충격군으로 활약했다. 주로 중무장한 기사들이 군마에 올라타고 적의 본진을 향해 돌격하여 전선을 붕괴시키는 전술을 사용했다. 성전사들이 기여한 승리 중 가장 유명한 것은 1177년의 몽기사르 전투다. 이때 성전사 500여 명이 보병 십자군 수천 명을 도와 살라딘의 2만 6천 군세를 격파했다.
| “ | 성전사는 과연 두려움 없는 기사로, 모든 면에서 보호받으니, 그 영혼은 신앙의 갑주의 가호를 받고, 그 육신은 강철의 갑주의 가호를 받도다. 과연 이렇게 이중의 갑주를 둘렀으니, 마귀도 인간도 두려울 필요가 없어라. | ” |
|   | — 베르나르 드 클레르보, 1135년경 |   |

성전기사단은 기사수도회로서 1차적 임무는 군사 임무였으나 소속된 수도사들 중 전투원은 사실 극히 적었다. 대부분은 기사들을 돕고 재정을 관리하는 등 지원 업무를 맡았다. 수도사들 개개인은 청빈의 서원을 맹세했지만 기사단은 직접 기부의 범위를 넘어선 부를 좌지우지하게 되었다. 십자군에 참여하고자 하는 귀족은 부재중 전 재산의 관리를 성전기사단에 맡겼다. 이런 식으로 기독교 세계와 우트르메르 일대에서 부를 축적한 성전기사단은 1150년부터 성지순례자들을 대상으로 신용장을 발행하기 시작한다. 순례자들은 출발하기 전에 자기 고향 지역의 성전기사단 지부에 귀중품을 맡기고 자신이 맡긴 물건의 가치를 증빙하는 문서를 받았다. 그리고 성지에 도착하여 문서를 제시하면 증빙된 가치와 등가의 재물을 받는 식이었다. 이 획기적인 계약방식은 은행업의 초기 단계이며 최초의 수표 체계라고 할 수 있다. 이 금융업을 통해 순례자들은 도적들로부터 비교적 안전해질 수 있었고, 성전사들의 돈궤도 두둑해졌다.
성전사들은 기부와 사업을 병행하며 기독교 세계 전역에 걸친 금융망을 만들었다. 그들은 유럽과 중동에 광대한 토지를 얻었고, 농장과 과수원을 매입하고 경영했다. 커다란 석조 성당과 성관들이 건설되었다. 이런 식으로 성전기사단은 제조업과 유통업을 운영했다. 성전기사단은 자기 소유의 함대를 가지고 있었고, 한때는 키프로스 섬 전체가 성전기사단의 소유기도 했다. 이런 점에서 성전기사단은 세계 최초의 다국적 기업이라고 말할 수 있을 것이다.

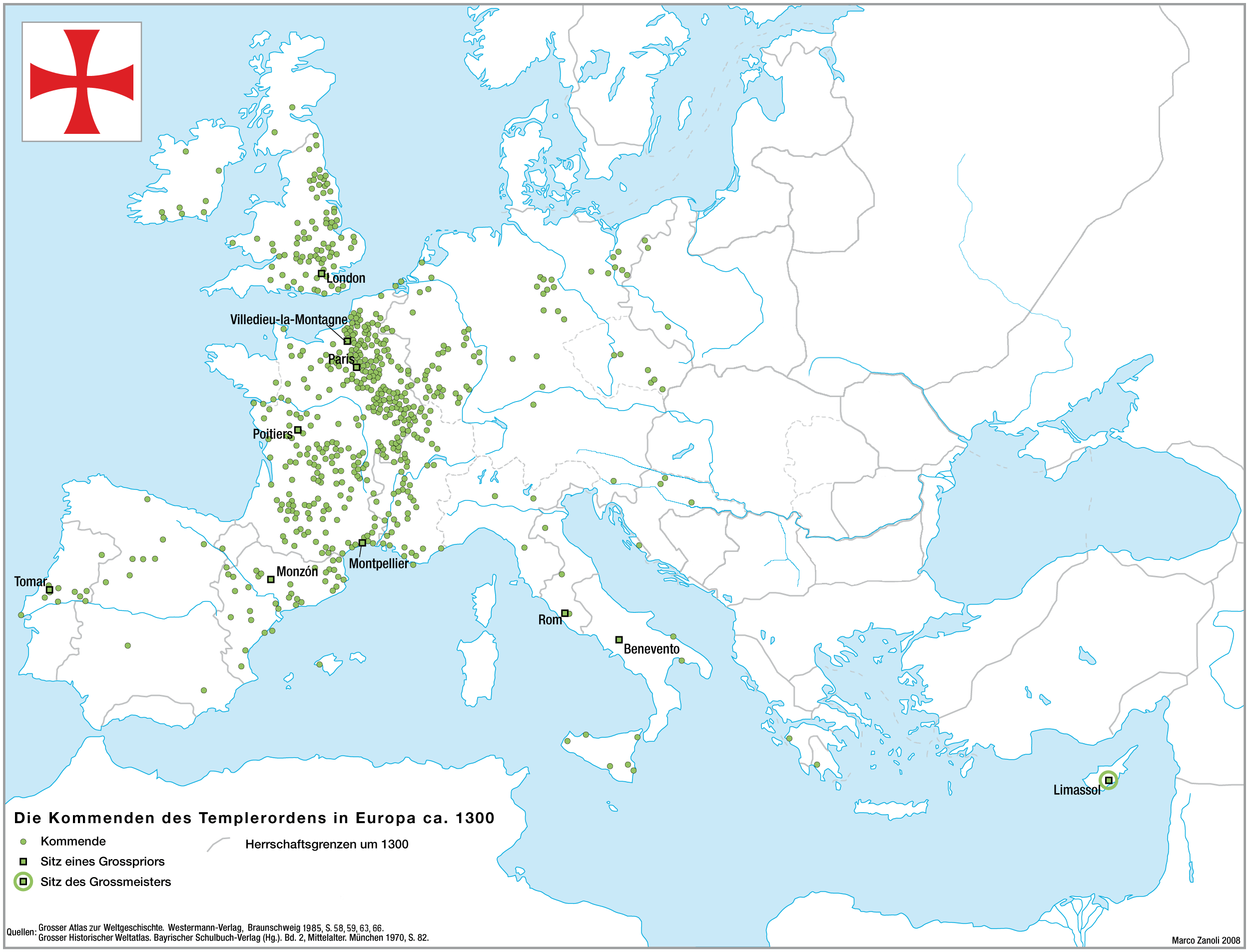
1300년경의 유럽 각지 성전기사단 지부 소재지.

### 쇠퇴

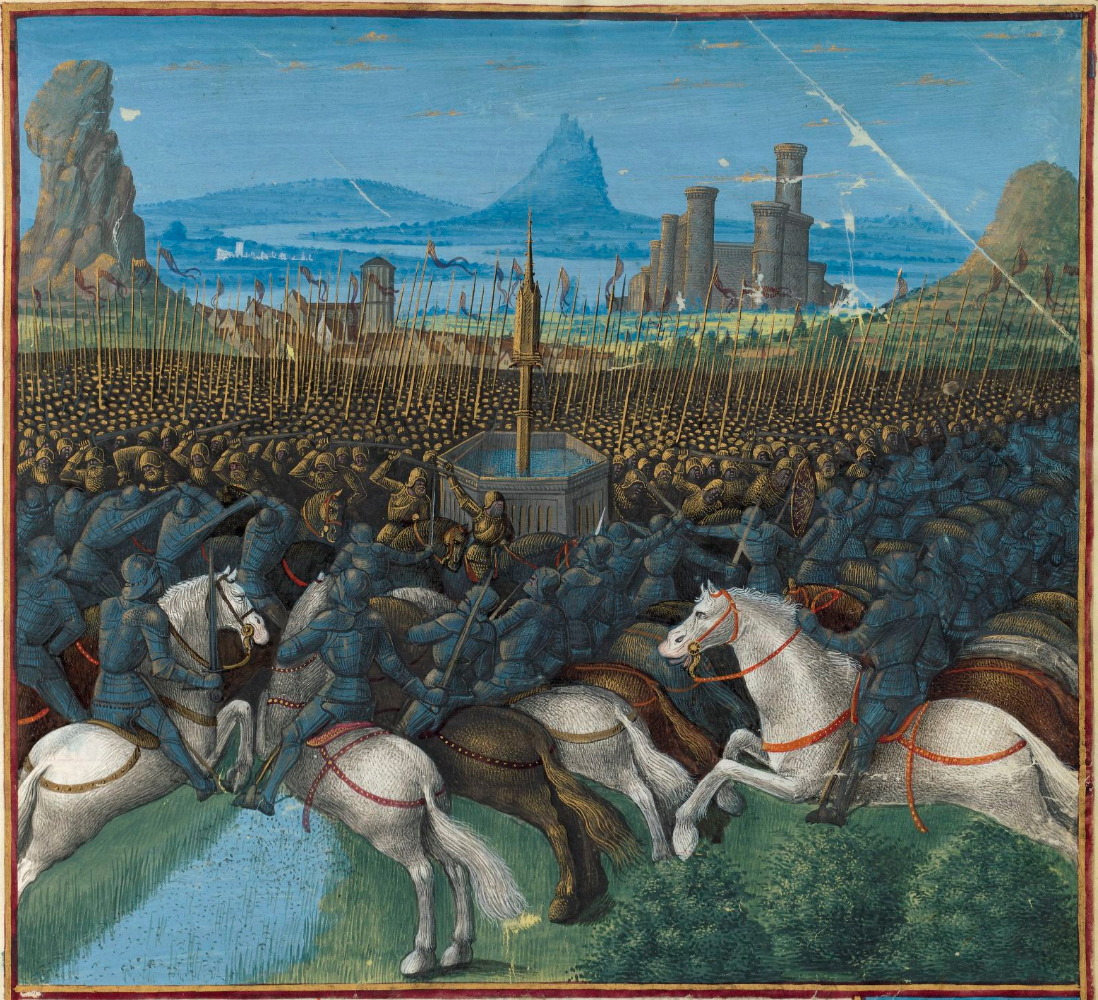
십자군 전쟁의 전환점이 된 1187년 하틴 전투.

12세기 중반부터 십자군 전쟁의 전세가 바뀌기 시작했다. 무슬림들은 살라딘 같은 걸출한 지도자들 아래 규합되기 시작한 반면 기독교도들 사이에는 분열이 표면화되었다. 성전기사단은 다른 두 주요 기사수도회, 즉 구호기사단·독일기사단과 자주 불화했다. 이런 식으로 수십 년간 내분과 불화가 쌓이자 기독교도들은 정치적으로나 군사적으로나 양면으로 불리해졌다. 전쟁 전체의 분수령이 된 하틴 전투를 비롯해 여러 전역에서 성전사들이 죽을 쑨 뒤, 예루살렘은 결국 1187년 살라딘이 지휘하는 무슬림 군대에게 재탈환된다(예루살렘 공방전). 1229년 제6차 십자군 때 신성로마황제 프리드리히 2세가 예루살렘을 되찾았지만 성전사들의 도움을 받지 않았고, 그나마도 십수 년 뒤 무슬림들에게 도로 빼앗기게 된다. 1244년, 아이유브조 군대가 화레즘 용병들과 함께 예루살렘을 재탈환했다. 이후 1917년 제1차 세계 대전 때 영국이 오스만 제국으로부터 강탈하기 전까지 예루살렘이 기독교 세계의 손에 넘어가는 일은 없었다.
예루살렘을 잃게 되자 성전기사단은 자연히 본부를 옮기게 되었다. 처음 옮긴 곳은 조금 북쪽의 아크레로, 이후 한 세기를 여기서 버티다가 1291년 아크레도 상실한다. 곧이어 레반트 지역의 최후 거점인 토르토사(오늘날 시리아 타르투스)와 아틀리트(오늘날 이스라엘령)마저 상실하면서 키프로스 섬 리마솔로 본부를 옮긴다. 그러면서 토르토사 앞바다의 작은 섬인 아르와드의 주둔지를 유지하려 노력했다. 1300년에는 몽골 제국과의 연계를 꾀하기도 했다(프랑크-몽골 동맹). 그러나 1302년 또는 1303년 이집트의 맘루크 술탄조에게 아르와드 섬을 빼앗긴다(루아드 공성전). 이로써 십자군은 성지의 마지막 교두보까지 잃게 된다.
이렇게 되자 기사수도회의 군사적 중요성이 떨어지게 되었고, 조직에 대한 지지도 줄어들었다. 하지만 상황은 다소 복잡했는데, 이백 년 가까이 존재하며 성전기사단이 기독교 세계의 일상생활의 일부가 되었기 때문이다. 성전기사단은 유럽과 근동 곳곳에 깨알같이 많은 지부를 소유했고 그들의 존재는 지역민 수준에서 친숙해졌다. 성전사들은 여전히 많은 사업을 벌였고, 유럽인들은 성전사들 소유의 농장·과수원에서 일하거나 귀중품을 맡기는 은행으로 사용하거나 하는 식으로 성전사들이 만들어 놓은 인프라와의 일상적 접촉을 계속했다. 여전히 성전기사단은 세속 정부에 예속되지 않았으며, 그들이 존재하는 모든 곳에서 "국가 안의 다른 국가"와 같았다. 그들은 더 이상 마땅히 군사적 임무가 없어졌음에도 독자적인 상비군을 유지하면서 각국 국경을 자유로이 넘나들었다. 이런 상황은 유럽의 귀족 일부 사이에 긴장을 유발시켰다. 특히 성전기사단이 독일기사단이 프로이센에서, 구호기사단이 로도스섬에서 그러했듯 자기들만의 수도회 국가를 건설할 용의가 있어 보이는 것이 가장 큰 긴장 요인이었다.

### 파멸
1305년, 새 교황 클레멘트 5세(아비뇽 교황)는 성전기사단 총장 자크 드 몰레와 구호기사단 총장 폴케 드 빌라레에게 서한을 보내 두 기사수도회를 합병할 가능성을 타진했다. 물론 두 기사수도회 모두 합병을 원치 않았지만 교황은 끈질기게 고집했고 이듬해인 1306년 논의를 위해 두 총장을 프랑스로 호출했다. 드 몰레가 1307년 초에 먼저 도착했지만 드 빌라레는 몇 달이 지나도록 도착이 늦어졌다. 드 빌라레를 기다리면서 드 몰레와 클레멘트 5세는 2년 전 축출된 한 성전사가 제기하여 프랑스 국왕 필리프 4세와 그 각료들이 심의 중이던 형사 소송에 대해 논의했다. 소의 내용이 허위라는 것이 중론이었지만 클레멘트 5세는 필리프 4세에게 협조를 요청하는 서한을 보냈다. 일부 역사학자들은 잉글랜드와의 전쟁 전비로 인해 성전기사단에 막대한 빚을 진 필리프가 뜬소문을 의도적으로 이용했다고 본다. 필리프는 빚을 갚지 않고 채무를 해결하고자 성전기사단을 반대하는 행동을 하도록 교회에 압력을 넣기 시작했다.

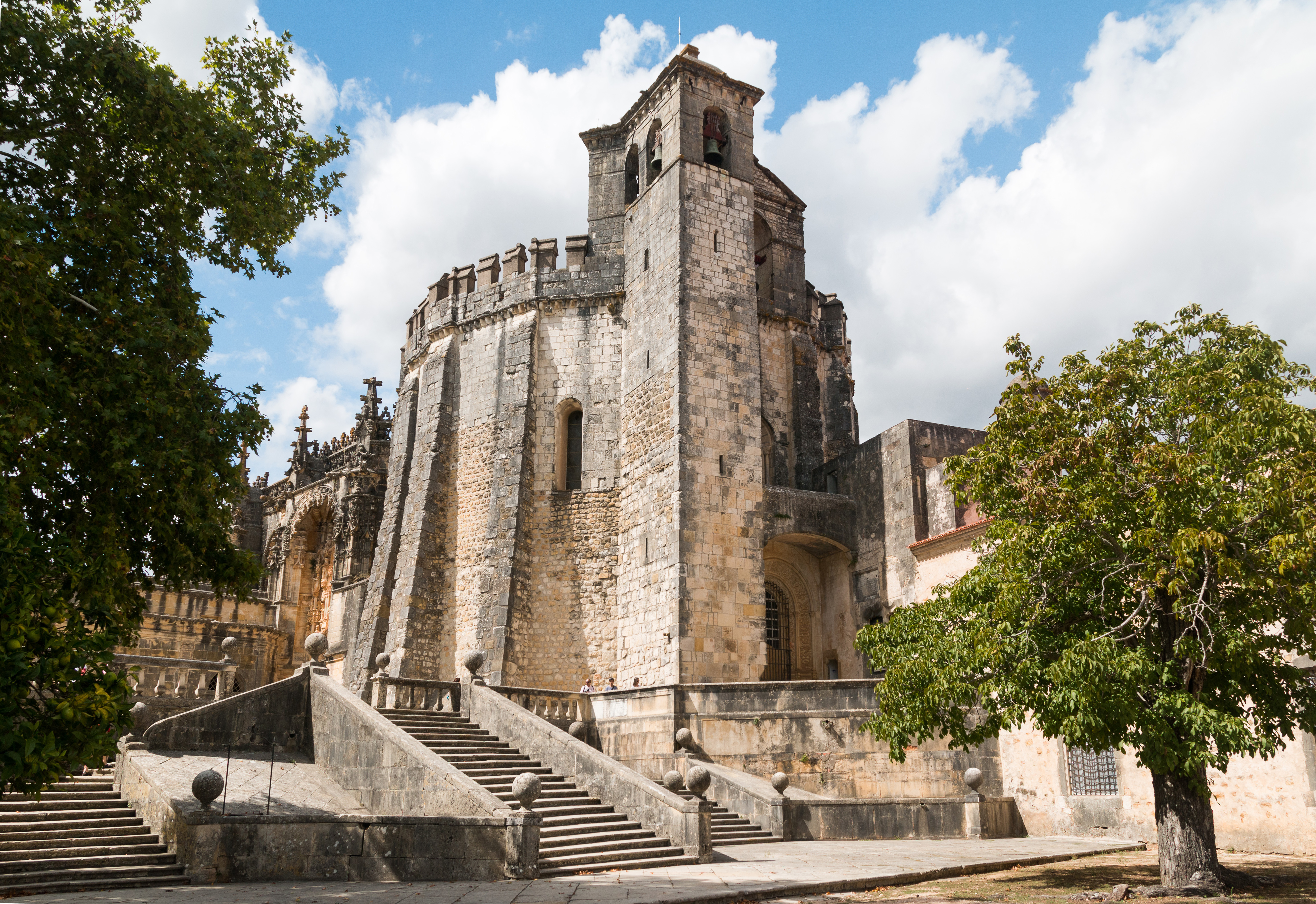
포르투갈 토마르의 그리스도 수도원. 1160년 성전기사단의 거점으로 건설되어 그리스도 기사단의 본부가 되었다. 1983년 유네스코 세계유산으로 등록되었다.

1307년 10월 13일 금요일(이 날짜는 13일의 금요일 미신과 결부되기도 한다) 벽두, 필리프 국왕은 드 몰레를 비롯한 프랑스 성전사 수십명을 일시에 체포할 것을 명령했다. 체포 영장은 다음과 같은 말로 시작되었다. “신께서 기쁘지 아니하시다. 우리의 왕국 안에 신앙의 적들이 있도다(Dieu n'est pas content, nous avons des ennemis de la foi dans le Royaume).” 성전기사수도회에 입회하는 과정에서 십자가에 침을 뱉고, 예수를 부인하고, 외설적인 입맞춤을 해야 한다는 주장들이 제기되었다. 또한 우상을 숭배하고 동성애를 권장한다는 혐의, 그 외에도 금융 부패, 위조행위, 비밀결사 등 다양한 혐의들이 성전사들의 기소 내용에 포함되었다. 기소된 피고들 다수는 고문 끝에 기소 내용이 사실이라고 자백했다. 이 자백은 강압에 의한 자백이었음에도 불구하고 파리 시내의 추문으로 떠올랐다. 자백은 이런 식으로 이루어졌다. “나, 스물 한 살의 레몽 드 라 페레는 십자가에 세 번 침을 뱉었으나 그저 입으로 침을 뱉었을 뿐 마음으로 뱉지는 아니하였음을 인정합니다(Moi, Raymond de La Fère, 21 ans, reconnais que [j'ai] craché trois fois sur la Croix, mais de bouche et pas de cœur).”성전사들은 바포메트, 또는 예루살렘 성전산의 초대 본부에서 다른 유물들과 함께 발굴한 미라화된 머리통을 우상으로 숭배했다고 기소되었는데, 이 머리통이 사실 세례 요한의 것이 아니냐는 설을 제기하는 학자도 다수 있다.
필리프의 요구에 따라 클레멘트 교황은 1307년 11월 22일 모든 기독교 군주들에게 모든 성전사들을 체포하고 그들의 자산을 차지하라고 지시하는 내용의 《파스토랄리스 프라에미넨티아에》 칙서를 반포한다. 많은 성전사들은 종교재판관의 고문에서 벗어나면 강압에 의해 이루어진 자백을 번복했다. 일부는 재판에서 스스로를 충분히 방어할 수 있는 법률적 경험도 가지고 있었다. 그러나 필리프는 1310년 셍 대주교 필리프 드 마리그니(Philippe de Marigny)에게 수사 지휘를 맡기면서 성전사들의 법률적 방어 가능성을 차단했고, 고문에 의해 이루어진 자백에 근거하여 성전사 수십 명이 파리 시내에서 화형에 처해졌다.
필리프는 교황에게 자신의 뜻에 따르지 않으면 군사행동에 나설 것이라 협박했고, 교황은 결국 자백에 의해 밝혀진 추문에 근거하여 성전기사단을 해산시킨다고 동의했다. 1312년 빈 공의회에서 클레멘트 5세는 성전기사단을 공식적으로 해산한다는 내용의 《높으신 목소리》, 성전기사단의 자산을 구호기사단에게 넘긴다는 내용의 《아드 프로비담》 등 일련의 칙서를 반포했다.

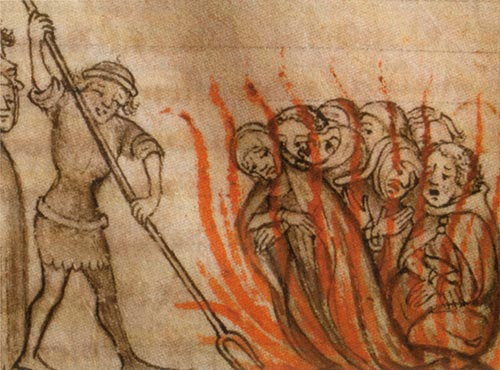
화형에 처해지는 성전사들.

늙은 성전기사단 총장 자크 드 몰레는 고문 끝에 자백했다가 그 자백을 번복했다. 노르망디 교훈장 조프리 드 샤르니 역시 자백을 번복하고 무죄를 주장했다. 그러나 두 사람 모두 돌이킬 수 없는 이단임에 유죄를 선고받고 1314년 3월 18일 파리 시내에서 산 채로 화형에 처해졌다. 드 몰레는 끝까지 저항했으며, 노트르담 대성당을 바라보는 쪽으로 묶어달라고 요구하고 두 손을 모아 기도했다고 한다. 전설에 따르면 드 몰레는 불길 속에서 타죽어가며 클레멘트 교황과 필리프 왕에게 곧 신의 앞에서 다시 만나게 될 것이라 저주를 퍼부었다고 한다. 양피지 기록에 남아있는 드 몰레의 실제 유언은 다음과 같다. “신께서는 누가 틀리고 누가 죄지었는지 아신다. 우리에게 죽음을 언도한 자들에게 횡액이 곧 닥치리라(Dieu sait qui a tort et a péché. Il va bientot arriver malheur à ceux qui nous ont condamnés à mort).” 이후 클레멘트 교황은 불과 한 달 뒤 죽었고, 필리프 왕도 사냥을 나갔다가 풍을 맞고 쓰러져 그 해를 못 넘기고 죽었다.
지도부가 모두 사라져 버린 뒤 유럽 각지의 나머지 성전사들은 체포당하거나 교황청의 조사에 부쳐졌다. 그 중 유죄로 판결된 이는 거의 없었고 구호기사단 등 다른 기사수도회로 전속하거나 은퇴하여 여생을 평화롭게 보내다 죽었다. 교황의 칙령에 따라 성전기사단의 재산을 넘겨받은 구호기사단은 성전사들도 다수 흡수했다. 어찌 보면 성전기사단의 해체는 경쟁 관계에 있던 두 기사수도회가 합병되는 과정이기도 했다. 성전기사단의 잔존 조직은 포르투갈의 그리스도 기사단, 교황청의 그리스도 최고기사단으로 이름만 바꾸어 존속했으며 양자 모두 성전기사단의 후신이라고 할 수 있다.

### 시농 양피지
2001년 9월, 이탈리아 고문서학자 바르바라 프랄레가 바티칸 비밀문서고에서 "시농 양피지" 문서를 발견했다. 문서 작성 연대는 1308년 8월 17일-20일로, 1628년 서고에 잘못 분류되어 있었다. 이 양피지 문서는 성전사들의 재판기록으로, 클레멘트 5세가 1312년 성전기사단을 해산시키기 이전인 1308년에 이미 성전사들의 이단 혐의가 무죄임을 인지하고 있었다는 증거이다. 1308년 8월 20일에 작성된 다른 시농 양피지는 필리프 4세에게 보내는 서한으로, 이단임을 자백한 모든 성전사들이 모두 “성찬식과 교회의 일치 아래 복권되었음”을 언급하고 있다. 이 다른 시농 양피지는 역사가들에게 이미 잘 알려져 있었으며, 1693년 에티엔 발루제, 1751년 피에르 뒤퓌에 의해 출판되기도 했다.
중세에 성전기사단에 가해진 박해는 부당한 것이었으며, 수도회 자체 또는 그 회칙에 있어 본질적으로 그릇된 것은 아무것도 없었고, 클레멘트 교황이 자기 친인척인 필리프 4세의 영향력에 압도되어 억지로 행동을 취하게 된 것이라는 것이 로마 가톨릭교회의 현재 입장이다.

## 조직

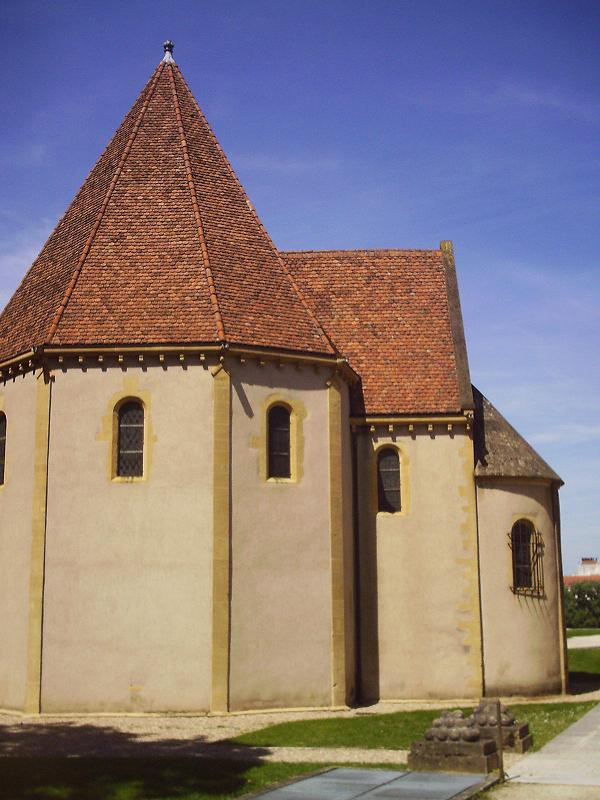
12세기에 지어진 프랑스 메츠의 성전기사단 예배당. 한때 메츠 성전기사단 지부의 일부였고, 메츠 지부는 신성로마제국에서 가장 오래된 성전기사단 조직이었다.

성전기사단은 기본적으로 수도회로, 베르나르의 시토회와 유사하게 조직되었다. 시토회는 유럽 최초의 유의미한 국제 단체로 여겨진다. 조직 내부적으로는 강한 권위 연쇄 구조였다. 프랑스, 푸아티에, 앙주, 예루살렘, 잉글랜드, 아라곤, 포르투갈, 이탈리아, 트리폴리, 안티오키아, 헝가리, 크로아티아 등 각지에 기사단이 조직되었고, 각 지역의 기사단에는 각자 단장이 있었다.
단장들은 총장의 휘하에 있었다. 총장은 종신직이었으며, 동방에서의 군사 사업과 서방에서의 금융 사업을 모두 총괄했다. 총장은 파견총무를 각국 기사단에 파견하여 자신의 권위를 행사했다. 파견총무는 총장 및 예루살렘 수도원에 의해 특별 임명되는 기사로, 여러 다른 지역들을 방문하며 잘못이 있으면 바로잡고 새로운 지시사항을 전달하며 중요 분쟁들을 해결하는 일을 했다. 파견총무는 기사들의 직위를 해제하고 문제 있는 단장의 정직시킬 수 있는 권한이 주어졌다.
정확한 숫자가 기록된 바 없지만 성전기사단의 전성기 성전사의 수는 1만 5천 명에서 2만 명 사이로 추산되며, 그 중 기사는 1할 정도였을 것이다.

### 3개 계급
성전사들의 계급은 크게 셋으로 나뉜다. 귀족 출신의 기사, 비귀족 출신의 하사, 그리고 군목 사제가 그것이다. 성전기사단 내부적으로는 기사 서임과 관련된 아무런 과정도 존재하지 않았고, 먼저 기사가 된 뒤에 입회를 해야 성전기사가 될 수 있었다. 기사들은 성전기사단에서 가장 두드러진 존재들로, 자신들의 순수와 순결을 상징하는 흰색 망토를 착용한 것으로 유명하다. 기사 자체의 성격상 중기병이었고, 말 3-4마리에 향사 1-2명이 따랐다. 향사들은 대개 성전사가 아니었으며 기간제로 고용된 외부인들이었다. 기사 아래에는 비귀족 집안 출신의 하사들이 있었다. 이들은 대장일이나 건축 같은 필수적인 기술을 담당했으며, 기사단에 맡겨진 유럽인들의 재산 관리도 이들이 맡았다. 십자군 국가들에서 하사들은 말 한 마리의 경기병으로서 참전해 기사들을 보조했다. 성전기사단의 최선임 보직들 중 몇몇은 하사들을 위한 것이었다. 예컨대 사실상 성전사 함대의 제독이었던 아크레 궁륭 사령관 보직이 그러했다. 하사들은 검은색이나 갈색 망토를 착용했다. 1139년부터 군목들이 제3계급을 이루었다. 이들은 서품을 받은 사제로서 성전사들의 신앙적 욕구를 돌보았다. 성전기사단의 세 계급은 모두 옷에 붉은 십자가를 그렸다.

### 총장

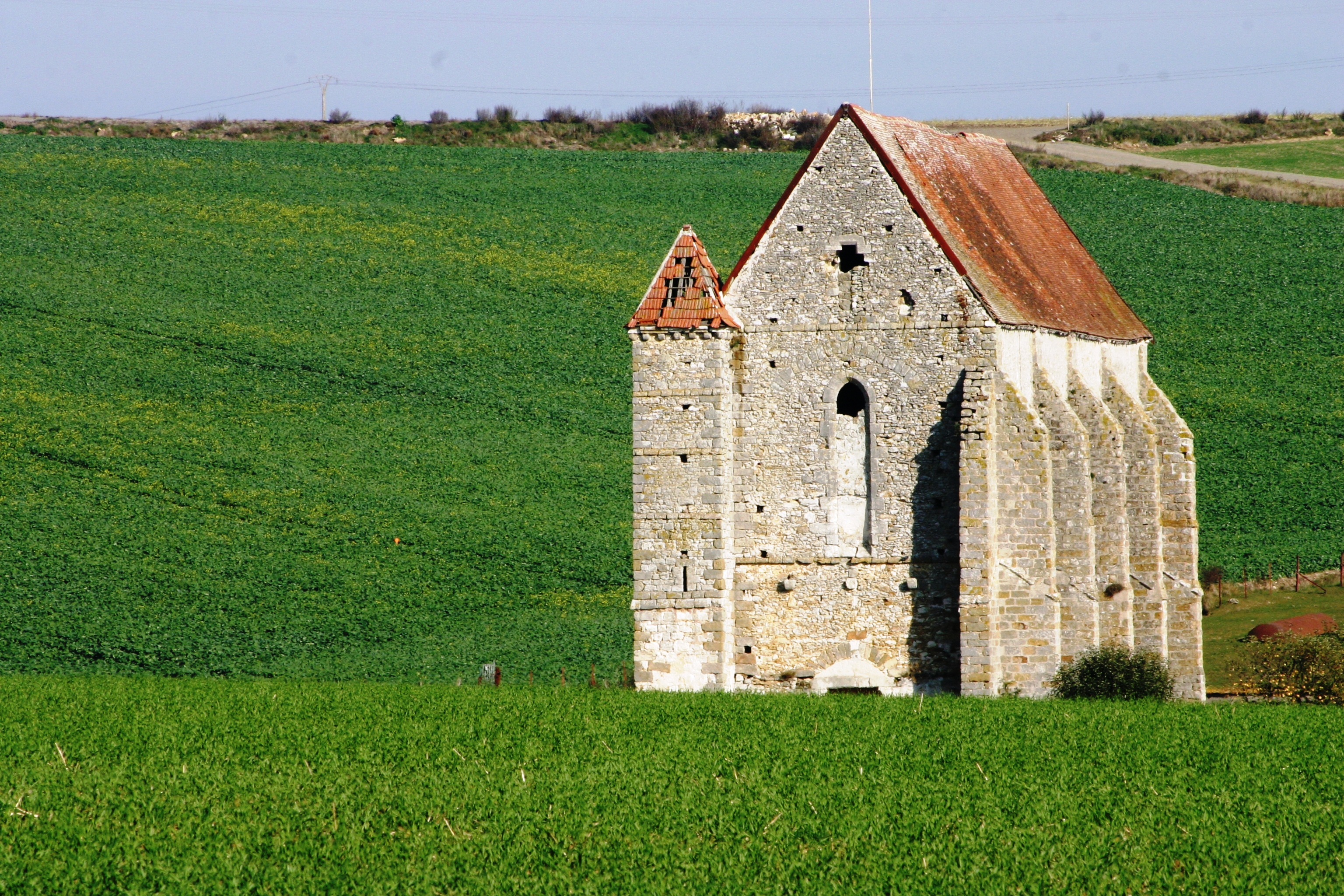
프랑스 생마르탱데챔스의 성전기사단 건물.

성전기사단에서 가장 높은 보직은 총장이었다. 초대 총장은 위그 드 파앵(1118년-1119년)이다. 총장은 종신직이었지만 성전기사단의 군사적 성질을 고려해 보았을 때 싸우다 죽어서 임기가 짧은 경우가 많았다. 역대 성전기사단 총장들 중 임기 중에 죽지 않은 사람은 두 명 뿐이고, 임기 중 죽은 사람들 중 다수가 군사행동 도중 사망했다. 예컨대 1153년 아스칼론 전투에서 총장 베르나르 드 트레믈레가 이끄는 성전사 40명이 무너진 성벽 안으로 진입했는데, 나머지 십자군이 따라 들어가지 않아 총장을 포함한 성전사들은 모두 붙잡혀 목이 잘렸다. 1189년 아크레 공방전 때는 살라딘이 몸소 성전기사단 총장 제라르 드 리데포르의 목을 쳤다.
총장은 성지 및 동유럽에서의 군사작전과 서유럽에서의 금융업무를 아울러 성전기사단의 모든 업무를 총괄했다. 일부 총장은 전장에서 사령관으로 뛰기도 했는데, 성전기사단 총장 드 리데포르가 저지른 실수들이 하틴 전투의 대패의 원인이 된 사례에서 보듯 이것이 항상 현명한 선택이었던 것은 아니다. 마지막 총장은 자크 드 몰레로, 상술했다시피 프랑스 국왕 필리프 4세의 명령에 의해 1314년 파리 시내에서 화형에 처해졌다.

### 의복과 행동

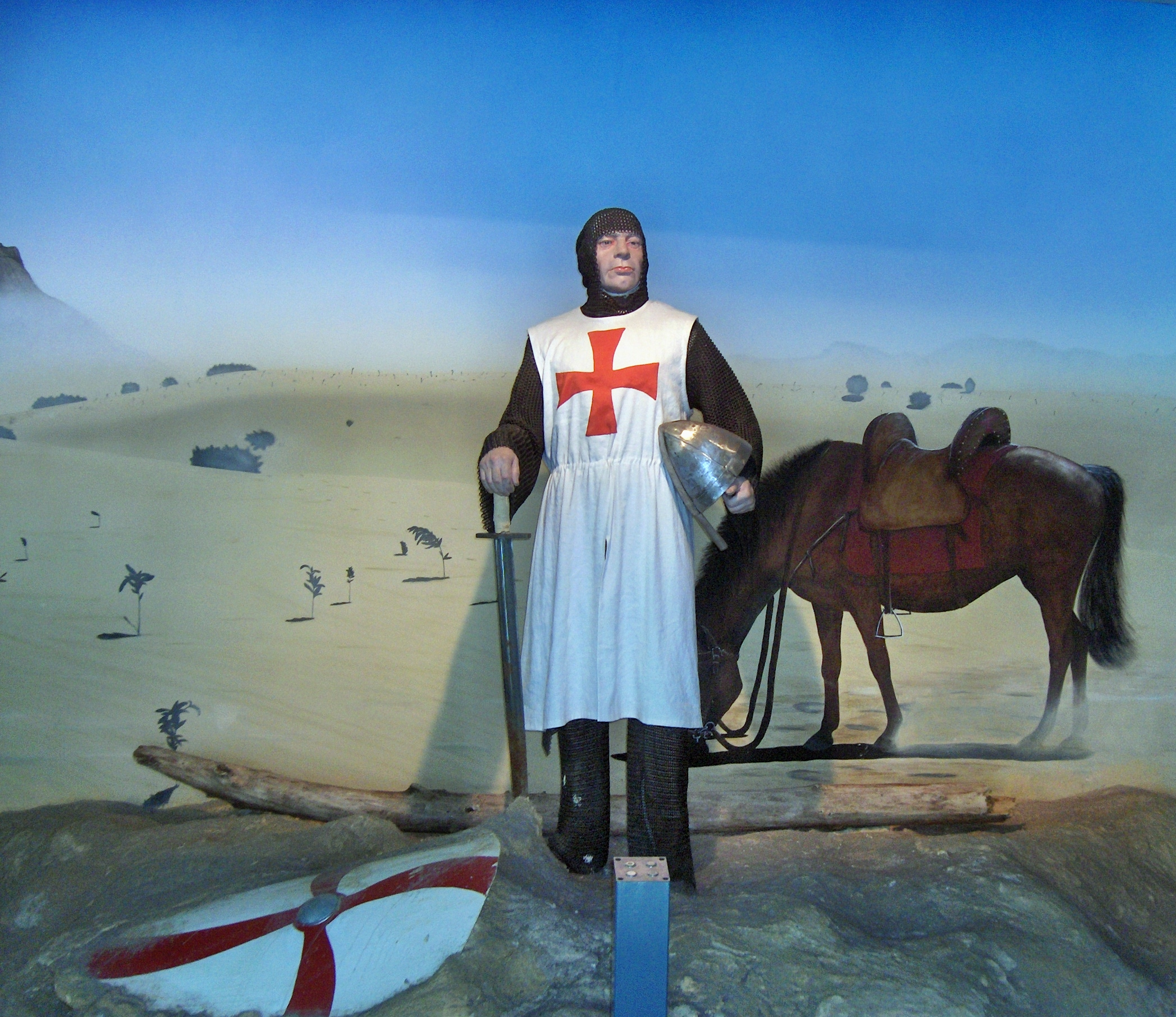
벨기에 박물관의 성전사 재현.

설립 멤버인 베르나르 드 클레르보와 위그 드 파앵은 성전사들이 지켜야 할 특수한 행동 방침을 정했는데, 이를 근현대 역사학자들은 라틴 회칙이라고 부른다. 총 72개 조항으로 되어 있으며, 어떤 복식을 입어야 하고 말은 몇마리나 가질 수 있는지 따위의 내용을 통해 기사의 이상적인 행동을 정의했다. 이에 따르면 기사는 식사를 할 때 소리를 내서는 안 되고, 한 주에 세 번 이상 육식을 해서는 안 되고, 자기 가족을 포함한 어떠한 여성과도 신체적으로 접촉해서는 안 된다. 단장에게는 “말 네 필, 군목 한 명, 말 세 필의 서기 한 명, 말 두 필의 하사 한 명, 방패와 창을 들어줄 말 한 필의 종자 한 명”이 주어졌다. 기사단의 규모가 커지면서 회칙의 조항들도 늘어나 처음 72개 조항이었던 것이 최후에는 수백 개 조항이 되었다.
기사는 붉은 십자가 그려진 흰색 서코트를 입고 역시 적십자가 그려진 흰색 망토를 둘렀다. 하사는 적십자가 그려진 검은색 튜닉을 입고 검은색 또는 갈색 망토를 둘렀다. 흰색 망토는 1129년 트루아 공의회에서 성전사들이 사용하도록 배정되었으며, 십자가는 1147년 제2차 십자군 개전 당시 교황 에우제니오 3세, 프랑스 국왕 루이 7세 등 여러 유력자들이 파리 근교의 프랑스 기사단 본부에서 회합을 가졌을 때 추가된 것으로 생각된다. 회칙에 따라 기사들은 언제나 흰색 망토를 입고 있어야 했다. 망토를 착용하지 않았다면 먹거나 마시는 것도 금지되었다.
성전사들의 의복에 그려진 적십자는 순교의 상징으로, 싸우다 죽는 것은 곧 순교하여 천국에 자리를 약속받는 것이므로 엄청난 영광으로 여겨졌다. 회칙 중 가장 중요한 조항은 기가 쓰러지기 전에는 항복해서는 아니된다는 것이었고, 설사 기가 쓰러진다 하더라도 구호기사단 등 다른 기독교 병력이 있다면 그들에게 합류해 재정비하는 것이 우선이었다. 모든 기가 쓰러지고 나서야 전장에서 이탈하는 것이 허락되었다. 이렇게 비타협적인 원칙, 용맹스러운 평판, 훌륭한 훈련 수준, 중무장 장비가 어우러져 성전사들은 중세 세계에서 가장 무시무시한 전투집단이 되었다.
상술한 회칙으로 규정된 것은 아니었지만, 성전사들은 수염을 길게 기르는 것이 언젠가부터 관습이 되었다. 1240년경 알베리쿠스 트리움 폰티움은 성전사들을 “수염 난 형제단”이라고 불렀다. 성전기사단의 파멸기인 1310년-1311년 파리에서의 심문 당시 약 230명의 기사들 및 단원들이 심문을 받았는데 그 중 76명이 수염을 길렀고, 일부는 “성전사 식으로” 특이한 모양으로 길렀다. 133명은 수염을 깎았는데, 이것은 기사단을 버리겠다는 의사의 표시였을 수도 있고 잡히기 전에 주의를 끌지 않기 위해 면도를 한 것일 수도 있다.
성전기사수도회에 입회하는 것을 환영회(receptio)라고 했으며, 심오한 약속이 이루어지는 근엄한 의식이었다. 외부인이 의식에 참여하는 것이 기피되었는데, 이는 나중에 종교재판을 당하게 되는 의심의 빌미가 되기도 했다. 신입 성전사들은 전 재산을 조직의 소유로 넘기고 청빈, 순결, 경건, 복종의 의무를 서약했다. 대부분의 성전사들은 죽을 때까지 기사단에 소속되어 있었으나 일부는 기간제 소속이 허가되기도 했다. 기혼 남성은 아내의 동의를 받아 입회할 수 있었으나, 순결을 의미하는 흰 망토는 입지 못했다.

## 유산

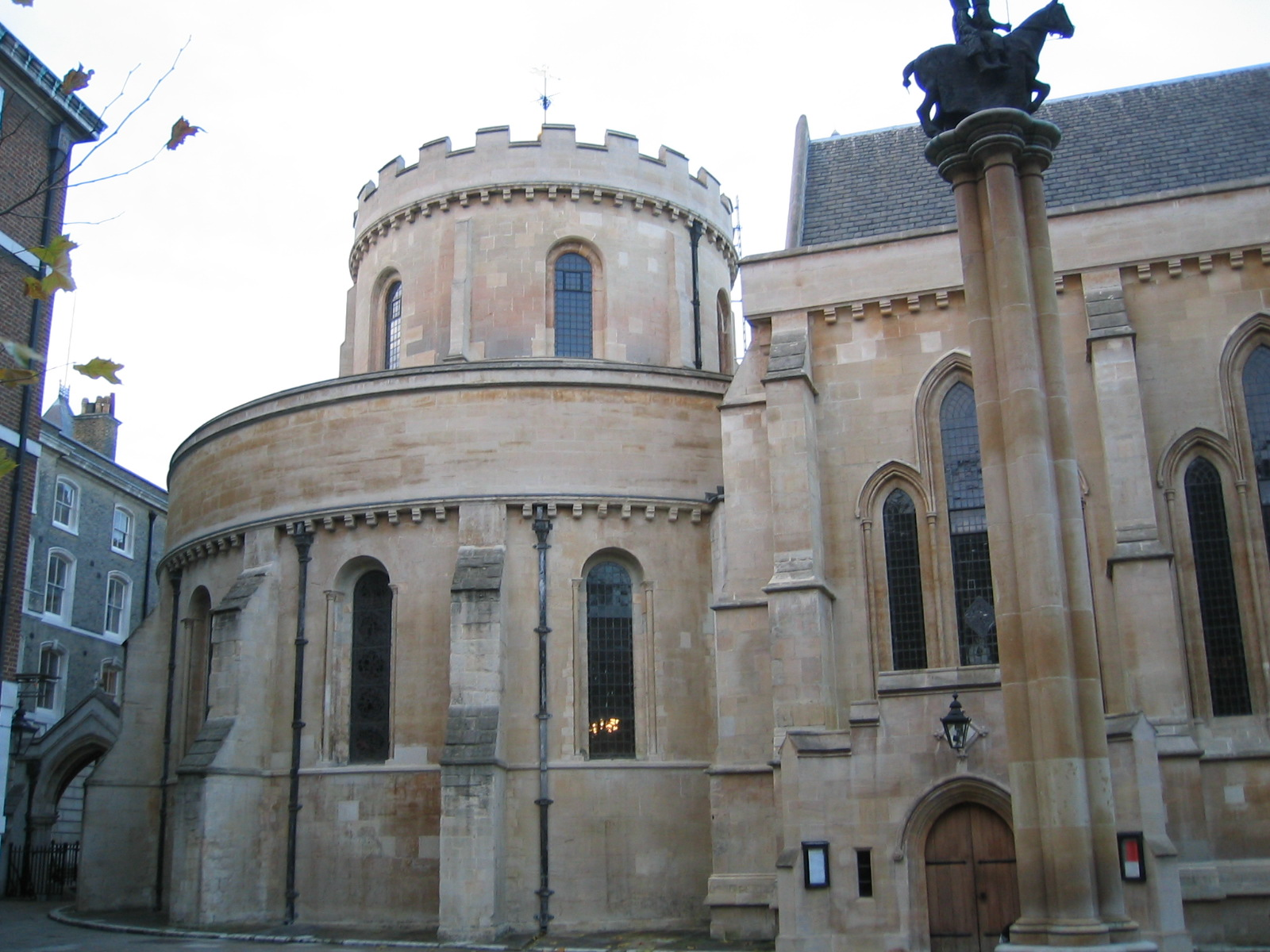
런던 템플 교회. 본래 잉글랜드 성전기사단의 의식이 이루어지는 예배당이었다. 오늘날에는 미들템플과 이너템플의 교구 교회로 기능하며 유명 관광지이기도 하다.

성전사들은 군사 임무를 수행하며 광범한 금융 자원을 동원해 유럽과 성지 곳곳에 수많은 건물들을 지었다. 이 건물들 중 다수가 오늘날까지 보존되어 있다. 성전기사단 관련 유적지는 이름에 "성전"이라는 의미의 "템플"이 들어가는 경우가 많은데 당연히 수 세기 동안 성전사들과 연관을 맺어오며 붙게 된 이름들이다. 예컨대 런던의 성전사들이 소유한 땅은 나중에 법률가들에게 임대되어 템플지구를 이루는데 여기서 템플바, 템플역 같은 지명들이 유래했다. 런던 법조원을 이루는 4개의 변협 중 이너템플과 미들템플의 이름도 여기서 유래했다.
성전기사단 관련 건물들에는 성전사의 청빈함을 표현하는 "말 한 마리에 탄 기사 두 명" 이미지가 사용되는 사례가 많다. 또한 둥근 건물 설계는 예루살렘의 성묘 교회를 모방한 것이다.

### 음모론
강력한 중세 기사단이 일시에 해산되어버린 이야기는 의문과 이야기를 낳았고 많은 단체들이 자신들의 신비성을 강조하기 위한 의도로 성전기사단과의 연관성을 내세웠다. 하지만 1309년 자크 드 몰레의 순교와 함께 파멸한 성전기사단과 역사적 연관성이 뚜렷한 근현대의 단체는 단 하나도 없다. 이런 단체들은 일러봐야 18세기 이후 만들어졌다.
18세기 이후로 자유석공회가 중세 기사수도회들의 의식과 상징들을 차용하기 시작했다. 대표적인 것으로 성 조지 기사단을 모방한 콘스탄티누스 적십자단, 구호기사단을 모방한 몰타 기사단, 그리고 성전기사단을 모방한 성전기사단이 있다. 이 중 후자 두 개는 요크 의례에서 두드러지게 나타난다. 음모론에 따르면 14세기 최후의 성전사들이 스코틀랜드로 도피했다가 스코틀랜드 독립전쟁에서 로버트 브루스를 지원해 배넉번 전투의 승리에 기여한 것이 자유석공회의 기원이라고 한다. 그러나 이 음모론은 자유석공회 측과 역사학자들 모두에게 증거가 부족하다고 간주된다. 성전사들과 자유석공들 사이에는 어떠한 역사적 증거도 찾을 수 없다.

### 대중문화
성전기사단은 사실 고대로부터 내려오는 밀교적 존재라는 둥 하는 전설들이 횡행하고 있고, 사실 이런 소문들은 성전사들이 현역으로 활동하던 중세부터 이미 돌고 있었다. 거기에 18세기 들어 자유석공회가 가필을 더했다. 이후 《아이반호》, 《푸코의 진자》, 《다빈치 코드》 등의 소설, 《내셔널 트레저》, 《인디아나 존스: 최후의 성전》 같은 영화, 《브로큰 소드》, 《어쌔신 크리드》 같은 게임에 이르기까지 다양한 매체들이 이 음모론을 소재로 삼고 또 때로 음모론을 강화시키기도 했다.
1960년대 이후 성전기사단이 예루살렘 성전산을 점거했으므로 거기서 어떠한 유물을 찾았을 것이라는 추측들이 유행하고 있다. 거론되는 유물로는 성배, 언약궤, 또는 역사상 고발의 이유가 되었던 어떤 우상(바포메트?) 등이 있다.
성배와 성전사들을 연관짓는 것은 12세기부터 이미 나타난다. 볼프람 폰 에셴바흐의 《파르지팔》에는 성배왕국 "템플라이젠(templeisen)"을 지키는 기사들이 나오는데, 이는 템플라리(templarii), 즉 성전사들을 염두에 둔 의도적 각색으로 보인다. 물론 실제 성전사들이 성배 따위 유물을 찾아냈다거나 하는 가설에 대한 역사상의 증거는 전혀 존재하지 않는다.

## 같이 보기
- 몰타 기사단
- 튜턴 기사단

## 참고 자료
- Isle of Avalon, Lundy. "The Rule of the Knights Templar A Powerful Champion" The Knights Templar. Mystic Realms, 2010. Web. 30 May 2010.
- Barber, Malcolm (1994). The New Knighthood: A History of the Order of the Temple. Cambridge: Cambridge University Press. ISBN 0-521-42041-5.
- Barber, Malcolm (1993). The Trial of the Templars 1판. Cambridge: Cambridge University Press. ISBN 0-521-45727-0.
- Barber, Malcolm (2006). The Trial of the Templars 2판. Cambridge: Cambridge University Press. ISBN 978-0-521-67236-8.
- Barber, Malcolm (1992). “Supplying the Crusader States: The Role of the Templars”.   Benjamin Z. Kedar. The Horns of Hattin. Jerusalem and London. 314–326쪽.
- Barrett, Jim (1996). “Science and the Shroud: Microbiology meets archaeology in a renewed quest for answers”. The Mission (University of Texas Health Science Center) (Spring). 2008년 12월 25일에 확인함.
- Burman, Edward (1990). The Templars: Knights of God. Rochester: Destiny Books. ISBN 0-89281-221-4.
- Mario Dal Bello, Gli Ultimi Giorni dei Templari, Città Nuova, 2013, ean 9788831164511
- Frale, Barbara (2004). “The Chinon chart – Papal absolution to the last Templar, Master Jacques de Molay”. Journal of Medieval History 30 (2): 109. doi:10.1016/j.jmedhist.2004.03.004.
- Hietala, Heikki (1996). “The Knights Templar: Serving God with the Sword”. Renaissance Magazine. 2 October 2008에 원본 문서에서 보존된 문서. 2008년 12월 26일에 확인함.
- Marcy Marzuni (2005). 《Decoding the Past: The Templar Code》 (Video documentary). The History Channel.
- Stuart Elliott (2006). 《Lost Worlds: Knights Templar》 (Video documentary). The History Channel.
- Martin, Sean (2005). The Knights Templar: The History & Myths of the Legendary Military Order. New York: Thunder's Mouth Press. ISBN 1-56025-645-1.
- Moeller, Charles (1912). 〈Knights Templars〉. 《가톨릭 백과사전》 14. 뉴욕: 로버트 애플턴 사.
- Newman, Sharan (2007). The Real History behind the Templars. New York: Berkley Trade. ISBN 978-0-425-21533-3.
- Nicholson, Helen (2001). The Knights Templar: A New History. Stroud: Sutton. ISBN 0-7509-2517-5.
- Picknett, Lynn; Clive Prince (1998). The Templar Revelation. New York: Touchstone. ISBN 0-684-84891-0.
- Read, Piers (2001). The Templars. New York: Da Capo Press. ISBN 0-306-81071-9.
- Selwood, Dominic (2002). Knights of the Cloister.  Templars and Hospitallers in Central-Southern Occitania 1100-1300. Woodbridge: The Boydell Press. ISBN 0851158285.
- Selwood, Dominic (1996). 'Quidam autem dubitaverunt: the Saint, the Sinner. and a Possible Chronology' in Autour de la Première Croisade,. Paris: Publications de la Sorbonne. ISBN 2859443088.
- Selwood, Dominic. “The Knights Templar 1: The Knights (2013)
- Selwood, Dominic. “The Knights Templar 2: Sergeants, Women, Chaplains, Affiliates 보관됨 2021-01-15 - 웨이백 머신 (2013)
- Selwood, Dominic. “The Knights Templar 3: Birth of the Order 보관됨 2021-01-15 - 웨이백 머신 (2013)
- Selwood, Dominic. “The Knights Templar 4: Saint Bernard of Clairvaux 보관됨 2021-01-17 - 웨이백 머신 (2013)
- Sobecki, Sebastian. "Philippe de Marigny", in Biographisch-bibliographisches Kirchenlexikon 26, pp. 963–964. Nordhausen: Bautz (2006)
- Julien Théry, "Philip the Fair, the Trial of the 'Perfidious Templars' and the Pontificalization of the French Monarchy", in Journal of Medieval Religious Culture, 39/2 (2013), pp. 117-148, online